# استیو تام
استیون ویلسون «استیو» تام (انگلیسی: Stephen Wilson "Steve" Tom؛ زادهٔ ۲۰ سپتامبر ۱۹۵۳) یک هنرپیشه اهل ایالات متحده آمریکا است.

## قسمتی از فیلمشناسی
- بچه (۲۰۰۰)
- هفت زندگی- ۲۰۰۸
- استرداد- ۲۰۰۷
- تبدیل‌شوندگان: انتقام شکست‌خوردگان- ۲۰۰۹
- سفر گناه- ۲۰۱۲
- احمق و احمق‌تر ۲- ۲۰۱۴